# Mempaya
Mempaya is een bestuurslaag in het regentschap Belitung Timur van de provincie Bangka-Belitung, Indonesië. Mempaya telt 2207 inwoners (volkstelling 2010).